# Knöchel-Seng-Gruppe
Die Knöchel-Seng-Gruppe (auch: die „Knöchel-Organisation“) war ein kommunistisches Widerstandsnetzwerk gegen den Nationalsozialismus.

## Geschichte und Ziele der Organisation

### Geschichte
Die Knöchel-Seng-Gruppe war vor allem publizistisch und organisatorisch tätig. Wilhelm Knöchel und Willi Seng waren die führenden Köpfe in dieser Widerstandsgruppe. Sie hatte ihre lokalen Schwerpunkte in Duisburg, Wuppertal, Düsseldorf, Berlin und Amsterdam und hatte keine zentrale, deutsche Inlandsleitung und war dementsprechend in Deutschland dezentral organisiert. Aber den Standort Amsterdam kann man als „Zentrale“ dieses Widerstandsnetzwerkes bezeichnen.

### Ziele / Aufgaben der Organisation
Das Widerstandsnetzwerk hatte sich die folgenden Ziele gesetzt:
1. Aufbau neuer Zellen
2. Herstellung und Vertrieb von Infomaterial, Untergrundschriften und Streublättern
3. Sammlung von Informationen über die Stimmung in der Bevölkerung und die Weiterleitung an die Zentrale in Amsterdam.

## Bildung neuer und lokaler Widerstandsgruppen
Die Knöchel-Seng-Gruppe bildete in Amsterdam, Berlin, Bielefeld, Bottrop, Duisburg, Düsseldorf, Oberhausen, Remscheid-Solingen und Wuppertal lokale Widerstandsgruppen, die sehr gut vernetzt waren.

### Amsterdam
Nach Wilhelm Knöchels Flucht aus Deutschland im Jahr 1935 kam er über Prag nach Amsterdam. Er baute in Amsterdam eine Gruppe um Anna Forterie, Lodewijk Forterie, Erich Gentsch, Cäcilie Hansmann (= Cilly Hansmann), Alfred Kowalke, Ernst Baruch Levy, Frau Minks, Herr Minks, Peter Nack, Luise Rieke auf. 1936 kommt dann auch noch Wilhelm Beuttel nach Amsterdam. In Amsterdam arbeitete man mit der Goulooze-Gruppe zusammen. Die Zusammenarbeit funktionierte aber nur bis zum Einfall der deutschen Truppen. Als einziges Gruppenmitglied hielt Daniël (Daan) Goulooze danach noch Kontakt zur Knöchel-Gruppe. Nach der Besetzung der Niederlande 1940 geht Wilhelm Beuttel dort in den Untergrund. Erst im Sommer 1942 kehrt er nach Deutschland zurück um aktiven Widerstand zu leisten. Er arbeitet eng mit Wilhelm Knöchel zusammen und gilt als sein Vertrauter. Cilly Hansmann blieb nach der Rückkehr von Wilhelm Knöchel nach Deutschland in Amsterdam. Dort vermittelte sie auch zwischen isolierten Gruppen in Deutschland Nachrichten. Dabei unterstützte sie auch die anderen Instrukteure und geflohene Aktivisten der KPD im Inland und im Ausland. Beispiel: Daniel / Daan Goulooze (1901–1965) wird später auch über den Funker Johann Wenzel Kontakt zur Roten Kapelle nach Berlin bzw. nach Moskau haben.

### Berlin
Wilhelm Knöchel schaffte als einzige Führungsperson der KPD die illegale Rückkehr in Deutsche Reich. Am 8. Januar 1942 kam Wilhelm Knöchel nach Berlin. Dieses Datum kann man als den Beginn der aktiven Widerstandsarbeit der meisten Gruppenmitglieder betrachten. Wilhelm Knöchel hielt den Kontakt und den Informationsfluss über Kuriere von Deutschland zu seiner Lebensgefährtin Cilly Hansmann nach Amsterdam. Der Kontakt nach Moskau wurde dort über die Komintern Funkstelle bzw. über lokale Widerstandskämpfer in Amsterdam aufrechterhalten. Den Anweisungen der Exil-KPD in Moskau steht er jedoch skeptisch gegenüber.

### Wuppertal
Im Jahr 1942 reiste Wilhelm Knöchel auch nach Wuppertal. (unklar: vielleicht auch mehrmals.)
Unter den 200 verhafteten und schwer misshandelten Personen des Widerstandnetzwerkes waren 50 Personen aus Wuppertal.
Das Schicksal der Familie Kaps aus Wuppertal war besonders tragisch. Sie traf die Nazi-Barbarei besonders hart, weil alle drei Brüder Kaps ihr Leben verloren. Auch die meisten restlichen Familienmitglieder waren betroffen.
- Paul Kaps wurde hingerichtet
- Alois und Alfons Kaps starben durch Mord oder angeblichen Selbstmord in der Untersuchungshaft.
- Die Lebensgefährtinnen bzw. Ehefrauen der drei Brüder wurden in Haft genommen.
- Auch der Schwiegersohn und die Tochter von Alois Kaps sowie ein Schwager wurden verhaftet.

### Düsseldorf
Im November 1942 ist Wilhelm Knöchel überraschenderweise nach Düsseldorf gekommen, um sich mit Alfons Kaps zu treffen.

### Duisburg
In Duisburg gelang es der Knöchel-Organisation Luise Rieke, die Amsterdam verlassen konnte, bei der Familie Stupp unterzubringen. Eine Tochter der Familie Stupp ist nach Amsterdam ausgewandert und hatte Kontakt mit Eugen Schwebinghaus, der für die politische Schulung von Emigranten in Amsterdam zuständig war. Luise Rieke und Willi Seng entwickeltem gemeinsam ein Flugblatt an die „Bürger und Bürgerinnen Duisburgs“, welches im August 1942 verbreitet wurde. Das Flugblatt wurde unterzeichnet mit dem Namen „Duisburger Kampfkomitee für Frieden und Freiheit“. Die Duisburger Gruppe hatte seit dem Herbstmonaten 1942 intensive Kontakte mit weiteren neuen Gruppen in Oberhausen (Bezirksinstrukteur Fritz Kamleiter) und Mülheim.
Im November 1942, während des Düsseldorf-Besuches von Wilhelm Knöchel, wollte dieser auch Duisburg besuchen. Er wollte sich einen Überblick über das Ausmaß der Bombenschäden in Duisburg machen. Wir wissen aus den Protokollen leider nicht, ob sich der Plan von Wilhelm Knöchel verwirklichen ließ. Im Januar bzw. Februar 1943 wurden Luise Rieke, Willi Seng, Alfons Kaps, Hubert Serwe und Anton Stupp (inklusive dessen Ehefrau und dessen Tochter Anna) verhaftet. Auch eine Frau L. (in deren Wohnung Luise Rieke öfters Willi Seng getroffen hatte / es könnte Helene Lippe oder Pauline Lippe sein) und der frühere KPD-Stadtverordnete Paul W. wurden in diesem Zeitraum verhaftet. In den Tagen darauf wurden in Duisburg noch weitere Verdächtige von der Gestapo aus dem Widerstand genommen. Dann passierte bis Ende April 1943 in Duisburg nichts besonderes. Erst als Albert Kamradt sich in Duisburg bei einer mit der Gruppe sympathisierenden Familie mit Lebensmitteln eindecken wollte, wurde er noch in der gleichen Nacht festgenommen. Albert Kamradt, ein Instrukteur von Wilhelm Knöchel, war wahrscheinlich zusammen mit Wilhelm Beuttel im August 1942 aus den Niederlanden nach Deutschland zurückgekehrt.

### Übersicht über die lokalen Widerstandsgruppen
Hier finden Sie eine kleine Übersicht welche Mitglieder in welcher lokalen Widerstandsgruppe tätig waren.

## Untergrundschriften und Streublätter
Die Organisation stellte zum Beispiel Flugblätter, mehrere Untergrundschriften und Streublätter her.

### Untergrundzeitschriften

#### Ruhrecho
Will Seng veröffentlichte das „Ruhrecho“.

#### Freiheit
Alfons Kaps veröffentlichte die Zeitschrift „Freiheit“.

#### Der Friedenskämpfer
Wilhelm Knöchel veröffentlichte die Untergrundzeitschrift Der Friedenskämpfer. Im Juni 1942 veröffentlichte man erstmals die Massenerschießungen von Zivilisten in der Sowjetunion. Auch das Massensterben der russischen Kriegsgefangenen wurde thematisiert. Die Ausgabe des Friedenskämpfers „Aktion F“ befasste sich mit dem Eintreten für Frieden, Freiheit und Fortschritt. Der technische Bauzeichner Erich Garske fertigte nach Machtübernahme der Nationalsozialisten Zeichnungen für die illegale Zeitschrift Der Friedenskämpfer an. Der Herausgeber der Zeitschrift, Wilhelm Knöchel, wurde am 30. Januar 1943 in der Wohnung von Erich Garske und Charlotte Garske in Berlin-Mitte von der Gestapo verhaftet. Charlotte Garske fungierte unter anderem als Kurier für Willi Seng.

#### Der patriotische SA-Mann
Wilhelm Knöchel veröffentlichte ebenfalls die Untergrundzeitschrift „Der patriotische SA-Mann“.

### Streublätter
Bei den Flugblättern ging es um die Themen „Langsam arbeiten“ in den Betrieben um die Rüstungsproduktion zu schwächen oder der Aufruf mit den Fremdarbeitern (Zwangsarbeitern) gemeinsame Aktionen durchzuführen oder die Soldaten im Kampfeinsatz wurden aufgefordert sich nicht am Vernichtungskrieg gegen die Sowjetunion zu beteiligen. Bekanntester Streuzettel (kleinformatig) war folgender: „Wir wollen Frieden. Stürzt Hitler!“

## Verhaftungen, Urteile, Hinrichtungen und Überlebende

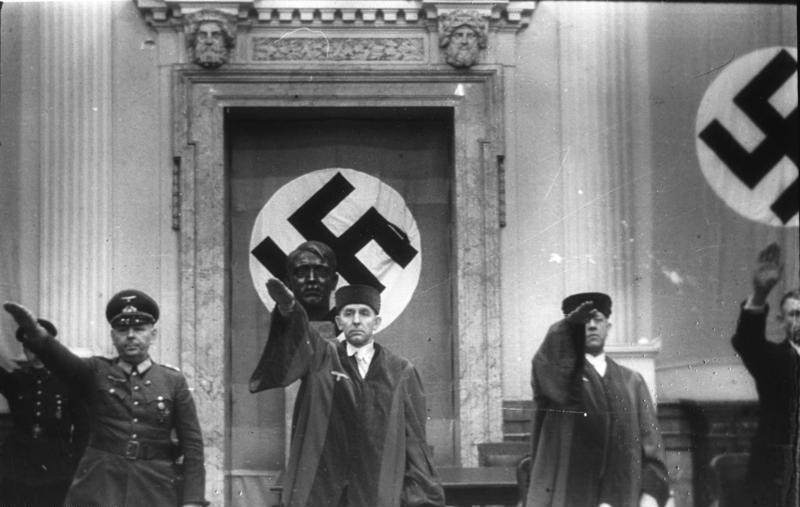
Volksgerichtshof in Berlin

Ab Anfang Januar 1943 begann die Gestapo die Knöchel-Organisation zu zerschlagen. Insgesamt wurden 200 Menschen, die in Beziehung zu der Knöchel-Seng-Gruppe gestanden hatten, inhaftiert.
| Monat        | Wer |
| ------------ | --- |
| Januar 1943  | Alfons Kaps, Willi Seng, Hugo Paul, Wilhelm Knöchel |
| Februar 1943 | Wilhelm Beuttel, Hugo Ebbinghaus, Hildegard Ebbinghaus, Luise Paul, Alfred Kowalke, Helene Lippe, Pauline Lippe, Hugo Breenkötter, Grete Breenkötter                                   |
| März 1943    | Waltraud Ebbinghaus (spätere Waltraud Blass), Luise Menze, Lina Moll, Ernst Moll, Hedwig Müller, Karl Müller, Johanne Westphal, Willi Westphal, Hugo Wischlinsky, Marianne Wischlinsky |
| April 1943   | Erich Gentsch, Erna Gentsch |

Ernst Moll starb noch in der Untersuchungshaft am 13. April 1944 im Gefängnis Wuppertal-Bendahl. Alfons Kaps nahm sich in der Haft das Leben. Gegen die Knöchel-Organisation wurden mindestens 23 Todesurteile ausgesprochen. Der Volksgerichtshof verurteilte zum Beispiel am 5. November 1943 Alfred Kowalke zum Tode, Willi Seng folgte am 24. Mai 1944 und am 12. Juni 1944 wurde Wilhelm Knöchel vom Volksgerichtshof in Berlin nach nur zehnminütiger Verhandlung zum Tode verurteilt. Erich Gentsch wurde am 23. Juni 1944 in Nürnberg zum Tode verurteilt. Mindestens ein Viertel von ihnen starb durch Hinrichtung, Mord, Selbstmord oder an den Folgen der Haft. Vier Männer wurden am 13. April in der Wenzelnbergschlucht im Zuge eines Endphaseverbrechens erschossen. Waltraud Ebbinghaus‘s Großonkel Hermann Schmidt wurde vermutlich im Zuchthaus Lüttringhausen erschossen. Hugo Ebbinghaus, der zu acht Jahren Zuchthaus verurteilt worden war, starb im August 1945, ohne seine Familie wiedergesehen zu haben.
In Dortmund in der JVA (auch: „Lübecker Hof“ genannt) wurden 1944 und 1945 Paul Alker, Otto Appenfelder, Paul Brockmann, Bertha Fuchs, Otto Giesselmann, Ludwig Hinrichs, Gustav Höcker, Paul Kaps, Gustav Koch, Franz Kwasigroch, Michael Mast, Gustav Milse, Bernhard Putjenter, Luise Rieke, Rudolf Sauer, Friedrich Wolgast, Herman Wörmann und August Zilian hingerichtet.

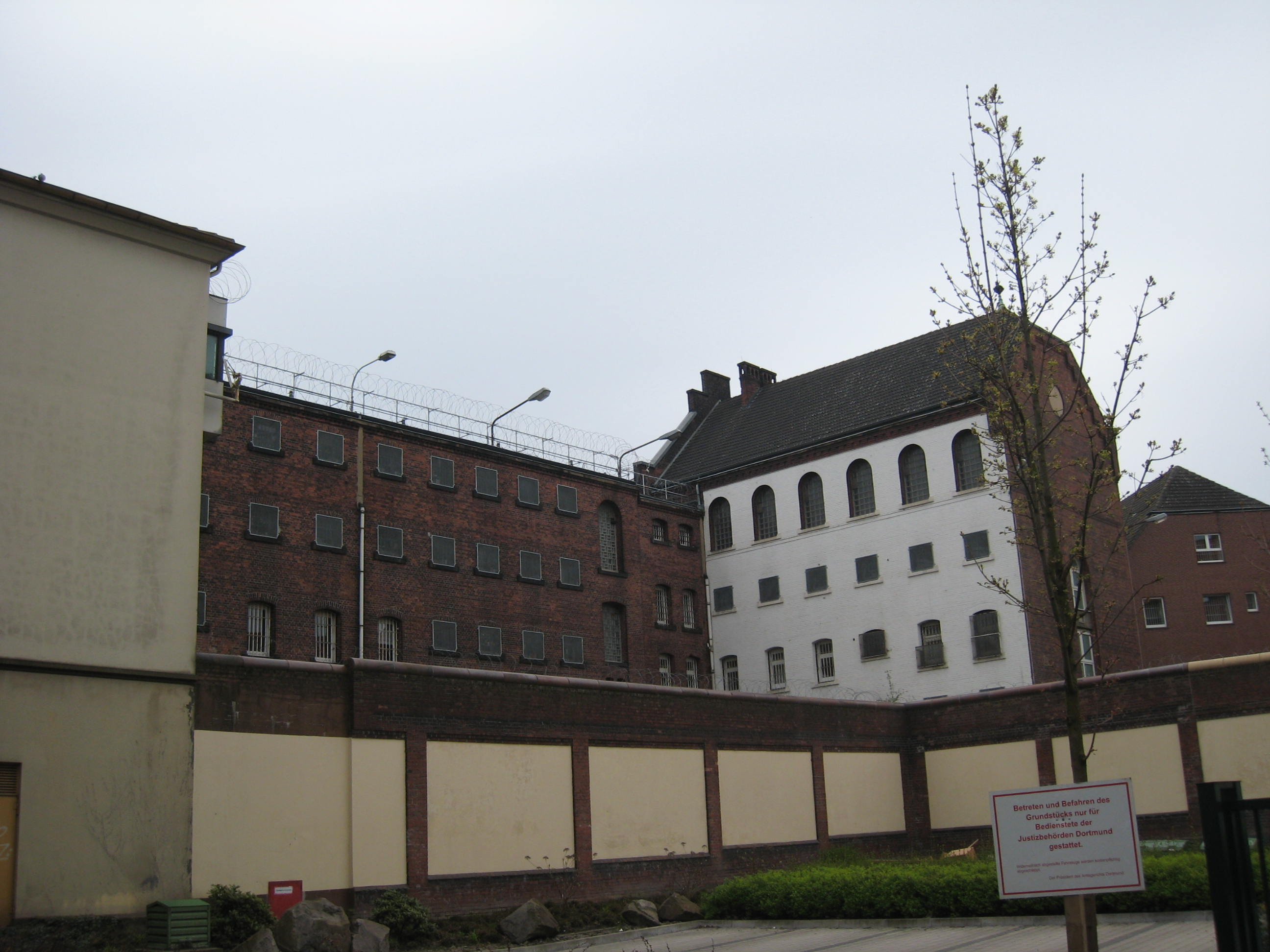
Justizvollzugsanstalt Dortmund

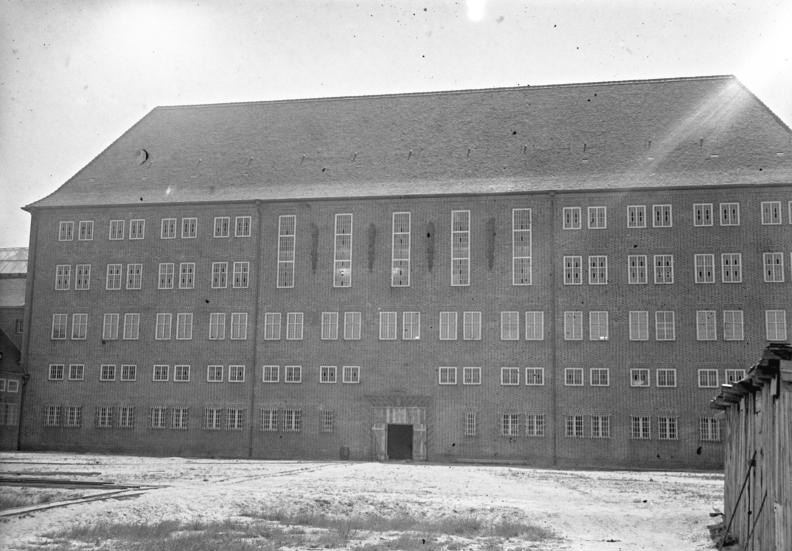
Zuchthaus Brandenburg-Görden

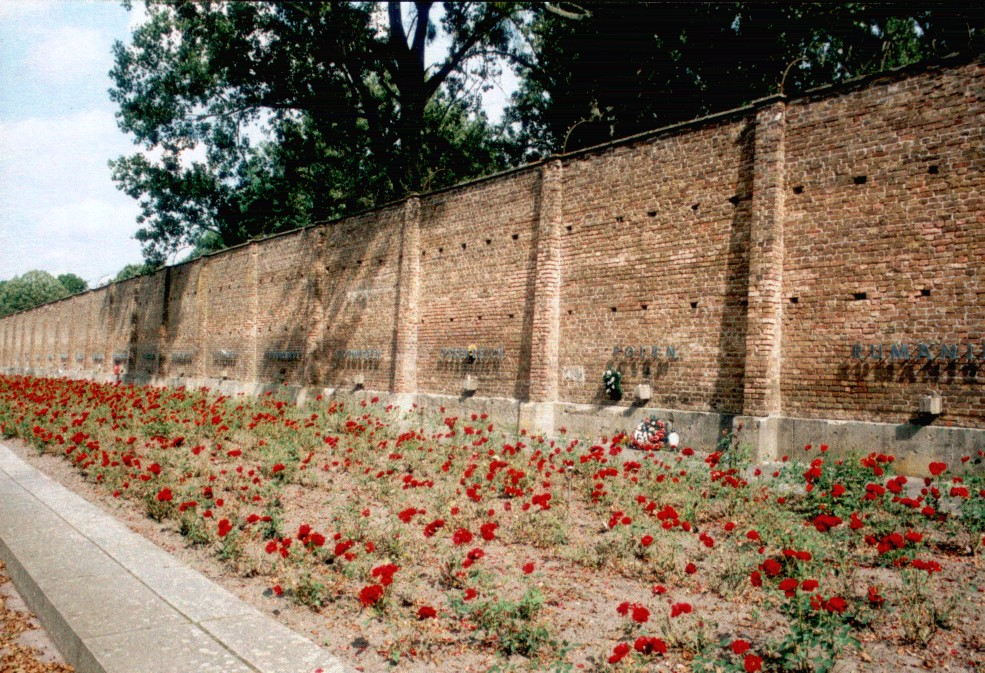
KZ Ravensbrück – Mauer der Nationen

Im Zuchthaus Brandenburg-Görden wurden Wilhelm Knöchel (am 24. Juli 1944), Alfred Kowalke (am 6. März 1944) und Bernhard Zawacki geköpft. Erich Gentsch wurde am 24. August 1944 in Stuttgart hingerichtet. Im Zuchthaus Celle starben Anna Forterie und Lodewijk Forterie.

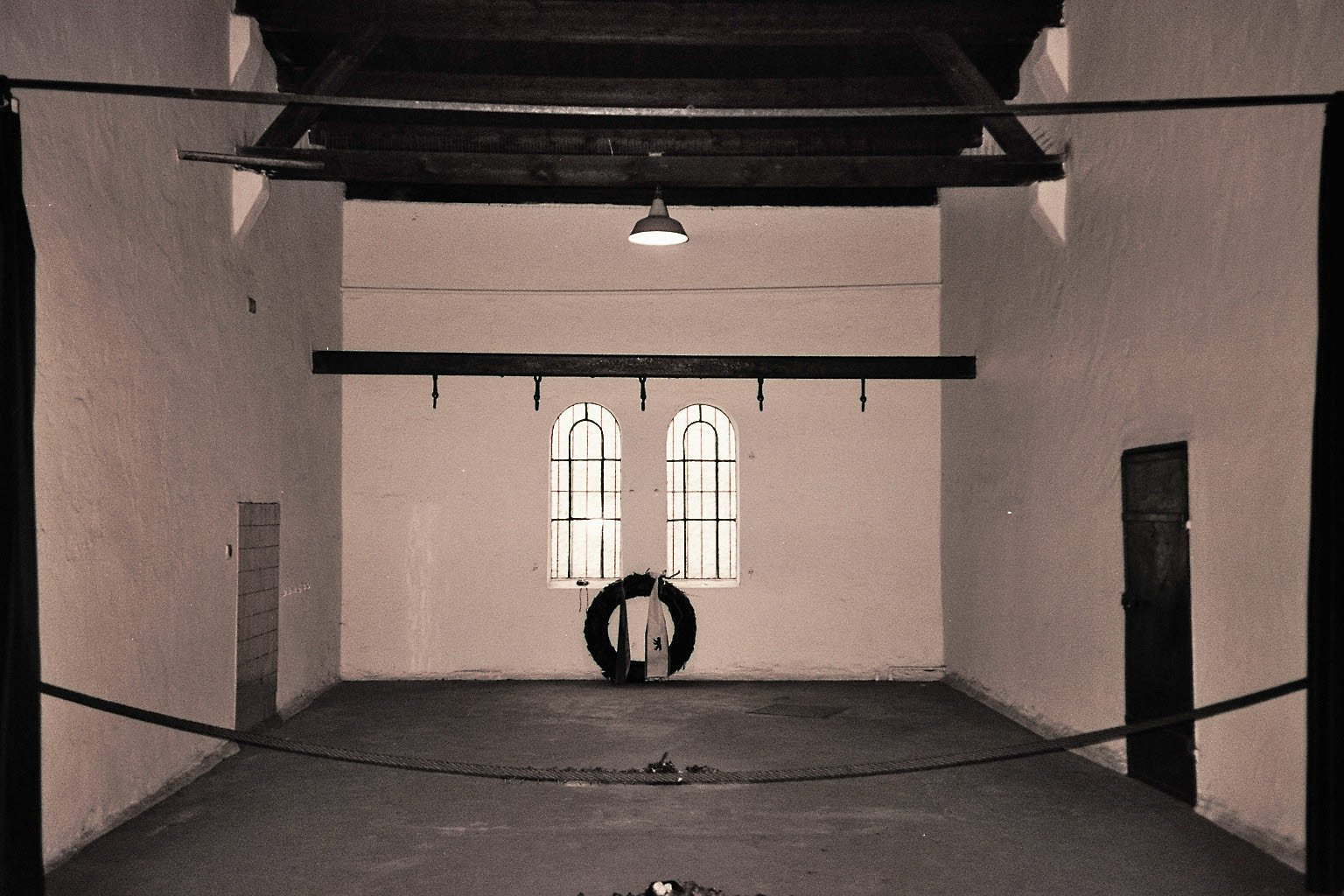
Gedenkstätte Berlin-Plötzensee

In der Hinrichtungsstätte Berlin-Plötzensee wurden Charlotte Garske und Erich Garske guillotiniert. Und im KZ Ravensbrück starben Erna Gentsch und Elisabeth Kaps.
Willi Seng, Albert Kamradt, Wilhelm Beuttel wurden am 27. Juli 1944 in Köln-Klingelpütz enthauptet. In der Wenzelnbergschlucht in der Nähe von Langenfeld wurden bei einem großen Massaker im April 1945 unter anderem Hugo Breenkötter, Otto Gaudig, Friedrich Kamleiter und Artur Koch erschossen.
Etwa 50 Widerstandskämpfer und Widerstandskämpferinnen haben die NS-Terrorherrschaft nicht überlebt.
Waltraud Blass (geborene Ebbinghaus), Hildegard Ebbinghaus (gestorben 1947), Cäcilie Hansmann (das ist Cilly Hansmann), Walter Jarrek, Maria Kwasigroch, Lina Moll, Hugo Paul und Margarete Stupp (gestorben 1946) haben beispielsweise die NS-Diktatur überlebt.

## Wichtige Personen der Widerstandsgruppe
- Wilhelm Beuttel
- Wilhelm Knöchel
- Willi Seng
- Erich Gentsch
- Alfred Kowalke
- Alfons Kaps

siehe auch: Liste der Mitglieder der Knöchel-Seng-Gruppe

## Erinnerungsorte an die Knöchel-Organisation
Siehe Liste der Gedenkorte der Knöchel-Seng-Gruppe.

### Personen
- Biographie von Wilhelm Beuttel (Gedenkstätte Deutscher Widerstand)
- Biographie von Alfons Kaps (Gedenkstätte Deutscher Widerstand)
- Biographie von Wilhelm Knöchel (Gedenkstätte Deutscher Widerstand)
- Biographie von Alfred Kowalke (Gedenkstätte Deutscher Widerstand)
- Biographie von Lissy Rieke (Osnabrücker Rundschau)

### Gruppen
- waterboelles.de
- Gedenkbuch Wuppertal
- Wuppertaler Gewerkschaftsprozesse